# Wilfried Lange
Wilfried Lange (* 22. Februar 1910 in Riga; † 1993) war ein deutscher Schachmeister und Schachorganisator.

## Schachspieler
In den 1930er bis 1950er Jahren beteiligte sich Lange achtmal an deutschen Meisterschaften. Wegen seiner guten Platzierungen erhielt er 1949 den Titel Deutscher Meister.
In jungen Jahren lebte er in Braunschweig. Hier gewann er 1933 die Meisterschaft von Niedersachsen. Später übersiedelte er nach Essen, wo er mehrmals die Stadtmeisterschaft von Essen und 1952 die Meisterschaft von Nordrhein-Westfalen errang.
Weitere Erfolge waren sein Sieg 1946 und 1952 in Hamburg sowie der Gewinn der Deutschen Mannschaftsmeisterschaft 1947 und 1948 mit dem Verein Essener SG 1904. Mehrfach wurde er zu Länderkämpfen eingeladen. 1952 nahm er für Deutschland an der Schacholympiade in Helsinki teil und erreichte als Reservespieler 5 Punkte aus 10 Partien (+3 =4 −3).
Lange erreichte im September 1950 seine beste historische Elo-Zahl von 2528.

## Schachorganisator
Nach dem Zweiten Weltkrieg war Lange Vorsitzender der Schachverbände Essen und Industriegebiet sowie Beauftragter des Schachbundes Nordrhein-Westfalen bei der Arbeitsgemeinschaft der deutschen Schachverbände. In diesen Positionen leistete er wichtige Beiträge zum Wiederaufbau des Schachs in Deutschland.

## Privat
Wilfried Lange war von Beruf promovierter Chemiker.